# Fronte di Tutti
Il Fronte di Tutti (Frente de Todos in spagnolo), acronimo FdT, è stata una coalizione di partiti peronisti e kirchneristi costituitasi nel 2019 per supportare la candidatura alla presidenza dell'Argentina di Alberto Fernández. Il 27 ottobre dello stesso anno l'alleanza ha sconfitto il presidente uscente Mauricio Macri, candidato della coalizione di centro-destra Insieme per il Cambiamento, con il 48% delle preferenze.

## Storia
Le basi per la nascita della coalizioni originano in una riunione tenutasi a Resistencia il 3 maggio 2018 tra il sindaco ed ex-governatore del Chaco Jorge Capitanich ed il governatore della provincia di San Luis Alberto Rodríguez Saá per discutere delle elezioni nazionali che si sarebbero dovute tenere l'anno seguente al fine di costruire un'alternativa politica al governo di Macri. Il 28 settembre dello stesso anno, nello stadio coperto del Ferro Carril Oeste di Buenos Aires fu indetto un comizio per presentare agli elettori questa nuova coalizione. 
Nel marzo 2019 il principale sindacato del paese, la Confederazione Generale dei Lavoratori della Repubblica Argentina, per bocca del suo segretario generale Héctor Daer, ha invocato l'unità del peronismo in vista delle prossime votazioni. Nei mesi successivi i peronisti si sono presentati uniti alle elezioni provinciali di Santa Fe ed Entre Ríos.
Il 18 maggio 2019 Cristina Fernández de Kirchner, ha annunciato in un video lanciato sui social la sua candidatura alla vicepresidenza e la candidatura di Alberto Fernández alla presidenza della Repubblica. Due giorni dopo Daniel Scioli, candidato peronista sconfitto alle presidenziali del 2015, ha reso noto la sua intenzione di non candidarsi alle primarie al fine di evitare divisioni all'interno del peronismo. 
Alle elezioni primarie dell'agosto 2019 il tandem Alberto Fernández-Cristina Fernández ha vinto con il 47,7% dei voti. Il 27 ottobre successivo i due candidati del Fronte di Tutti hanno vinto le presidenziali con il 48,2% delle preferenze battendo così il presidente uscente Macri, fermatosi invece al 40,2%.
In seguito alle elezioni primarie del settembre 2021 la coalizione è entrata in crisi a causa dei risultati che hanno visto un tracollo del peronismo in tutte le principali province del paese. Il 15 settembre, alcuni membri dell'esecutivo vicini alla vicepresidente Cristina Fernández, tra cui quattro ministri, hanno presentato le dimissioni aprendo una crisi istituzionale culminata con un rimpasto di governo. Le elezioni parlamentari del novembre successivo hanno pressoché confermato i risultati delle primarie sancendo così la perdita del controllo del senato da parte dei peronisti per la prima volta dal ritorno della democrazia nel 1983.

## Composizione
Il Fronte di Tutti si è caratterizzato per riunire forze politiche generalmente collocate a centrosinistra della politica argentina, in particolare correnti progressiste provenienti dai seguenti partiti:
- Partito Giustizialista, peronista di centrosinistra
- Fronte Rinnovatore, peronista	di Centro-destra
- Partito della Cultura, l'Educazione e il Lavoro, peronista di centro
- Compromesso Federale, peronista di centrodestra
- KOLINA, kirchnerismo
- Partito della Vittoria, kirchnerismo
- Nuevo Encuentro, kirchnerismo
- Somos, femminista di sinistra
- Progetto Sud,	socialista
- Fronte Grande, socialdemocratico
- Partito Solidale,	cooperativismo di centrosinistra
- Unità Popolare, socialismo
- Movimento Nazionale Alfonsinista,	radicalismo K
- Partito de la Concertación FORJA, radicalismo K
- Partito Comunista, comunista
- Partito Comunista CE,	comunista
- Partito del Lavoro e del Popolo, comunista
- Partito Intransigente, yrigoyenismo sinistra
- Fronte Patria Grande,	socialista
- Igualar Argentina, kirchnerismo
- Partido Fe, peronismo di centro